# Перрутенат калия
Перрутенат калия — неорганическое соединение, 
соль металла калия и несуществующей рутениевой кислоты с формулой KRuO4,
чёрные кристаллы,
слабо растворяется в воде.

## Получение
- Окисление хлором раствора тетраоксорутената(VI) калия:

{\displaystyle {\mathsf {2K_{2}RuO_{4}+Cl_{2}\ {\xrightarrow {}}\ 2KRuO_{4}+2KCl}}}

## Физические свойства
Перрутенат калия образует чёрные тетрагональные кристаллы.
Слабо растворяется в воде.

## Химические свойства
- Разлагается при нагревании:

{\displaystyle {\mathsf {2KRuO_{4}\ {\xrightarrow {>200^{o}C}}\ K_{2}RuO_{4}+RuO_{2}+O_{2}\uparrow }}}